# Sagittaire (astrologie)
Pour les articles homonymes, voir Sagittaire.
 (février 2021).
Améliorez-le ou discutez des points à vérifier. 
Le signe astrologique du Sagittaire, de symbole ♐︎, est lié aux personnes nées entre le 22 novembre et le 21 décembre en astrologie tropicale (zodiaque). Il correspond pour celle-ci (la plus populaire en Occident) à un angle compris entre 240 et 270 degrés comptés sur l'écliptique (le cercle des signes du zodiaque) à partir du point vernal. Il est associé à la constellation du même nom en astrologie sidérale.

## Origine, mythologie
Chez les Mésopotamiens, la constellation du Sagittaire se nomme Pabilsag, ce qui signifie « archer ». Elle affecte l'apparence d'un centaure ailé tirant à l'arc.
Connue des anciens Égyptiens, c'est l'une des 48 constellations identifiées par Claude Ptolémée dans son Almageste. Mais cet emprunt par les Grecs à la civilisation mésopotamienne pose un problème. Pour eux, un être aussi grossier et brutal que le centaure, qui ne se bat qu'à renfort de troncs d'arbres et de rochers, ne saurait manier l'arc, arme humaine par excellence. Seuls deux centaures grecs sont sages et pacifiques, donc désarmés : Chiron et Pholos.
Soucieux de résoudre ce paradoxe, certains auteurs tels le grec Ératosthène ou le poète latin Hygin évoquent Crotos. Cet excellent cavalier et chasseur émérite est représenté comme un centaure tenant un arc et une flèche.
Avançant une autre hypothèse, Hygin assimile le Sagittaire à Chiron, qui éduqua Héraclès. L'auteur des douze travaux ayant tué plusieurs centaures devant la grotte de son maître, ce dernier l'aide à nettoyer le carnage. Mais il se blesse grièvement en ôtant d'un des cadavres une flèche imprégnée du sang de l’Hydre de Lerne. Pour mettre fin aux intolérables douleurs provoquées par ce poison, Chiron échange son immortalité contre la vie terrestre de Prométhée et devient une étoile. Toutefois, si cette légende explique la flèche, elle fait l'impasse sur l'arc.

## Astrologie
Le Sagittaire est un signe mutable lié à l’élément classique de feu, principe d'énergie et d'enthousiasme qu'il partage avec le Bélier et le Lion. Feu qui couve sous la cendre (des préjugés), réchauffe les cœurs, redonne espoir et confiance en soi et se communique généreusement, c’est une « lumière qui brille dans les ténèbres et que les ténèbres ne peuvent saisir… » ; une étoile filante, une flèche qui indique la direction à suivre, « comme un éclair déchire la nuit ». Cependant, l'astrologue André Barbault déclare : « Le Sagittaire n'est pas un signe de feu, mais d'air, voire d'air et de feu. La flèche enflammée qui le caractérise symbolise à la fois le feu et l'air, le Sagittaire étant aussi un centaure ailé ». Il partagerait donc également l'élément air, principe de communication, avec les Gémeaux, la Balance et le Verseau.
Dernier signe d’automne avant le solstice d’hiver, le Sagittaire constitue un trait d’union entre la fin du cycle de vie du Scorpion et la sagesse liée à l'âge du Capricorne. Aussi, le voit-on fréquemment associé au coup de foudre (perpétuation) et à l'enseignement (transmission).
Dans son Tetrabiblos, Claude Ptolémée rejette les décans, dont les maîtres nous sont toutefois connus par Teukros (Ier siècle apr. J.-C.) : le 1er décan du Sagittaire est gouverné par Mercure, le 2e par la Lune et le 3e par Saturne.
Son signe opposé et complémentaire est celui des Gémeaux.
Sa planète maîtresse est Jupiter.
Par ailleurs, dans le système d'horoscope indien, le signe astrologique correspondant au Sagittaire est le Dhanu, chevauchant approximativement la seconde moitié du mois de décembre et la première moitié du mois de janvier dans le calendrier grégorien.

## Illustrations

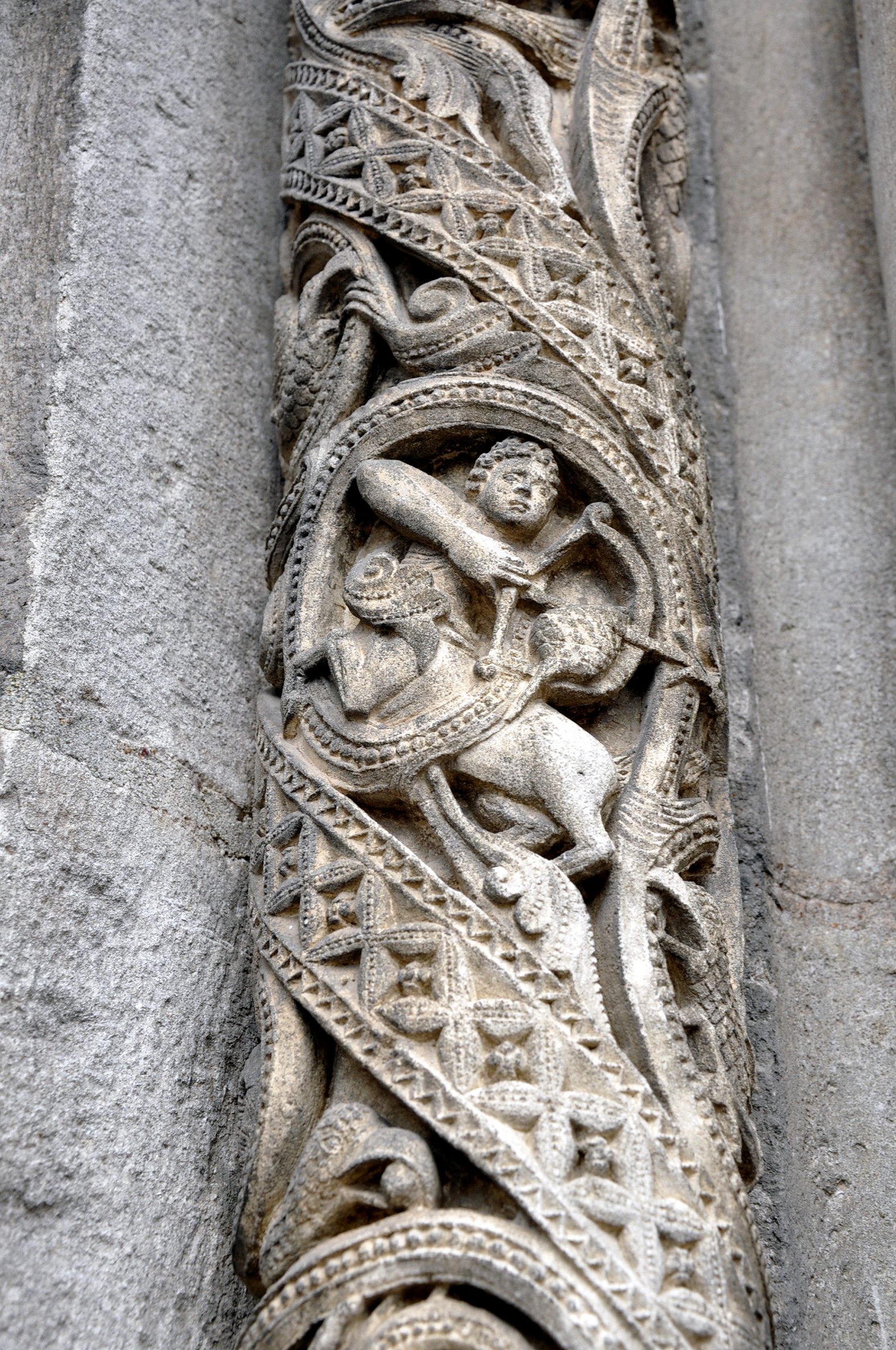
Portail royal de la cathédrale de Chartres, portail central.
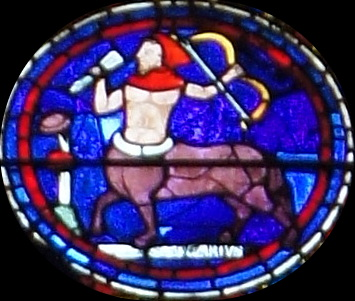
Vitrail sud de la cathédrale de Chartres.
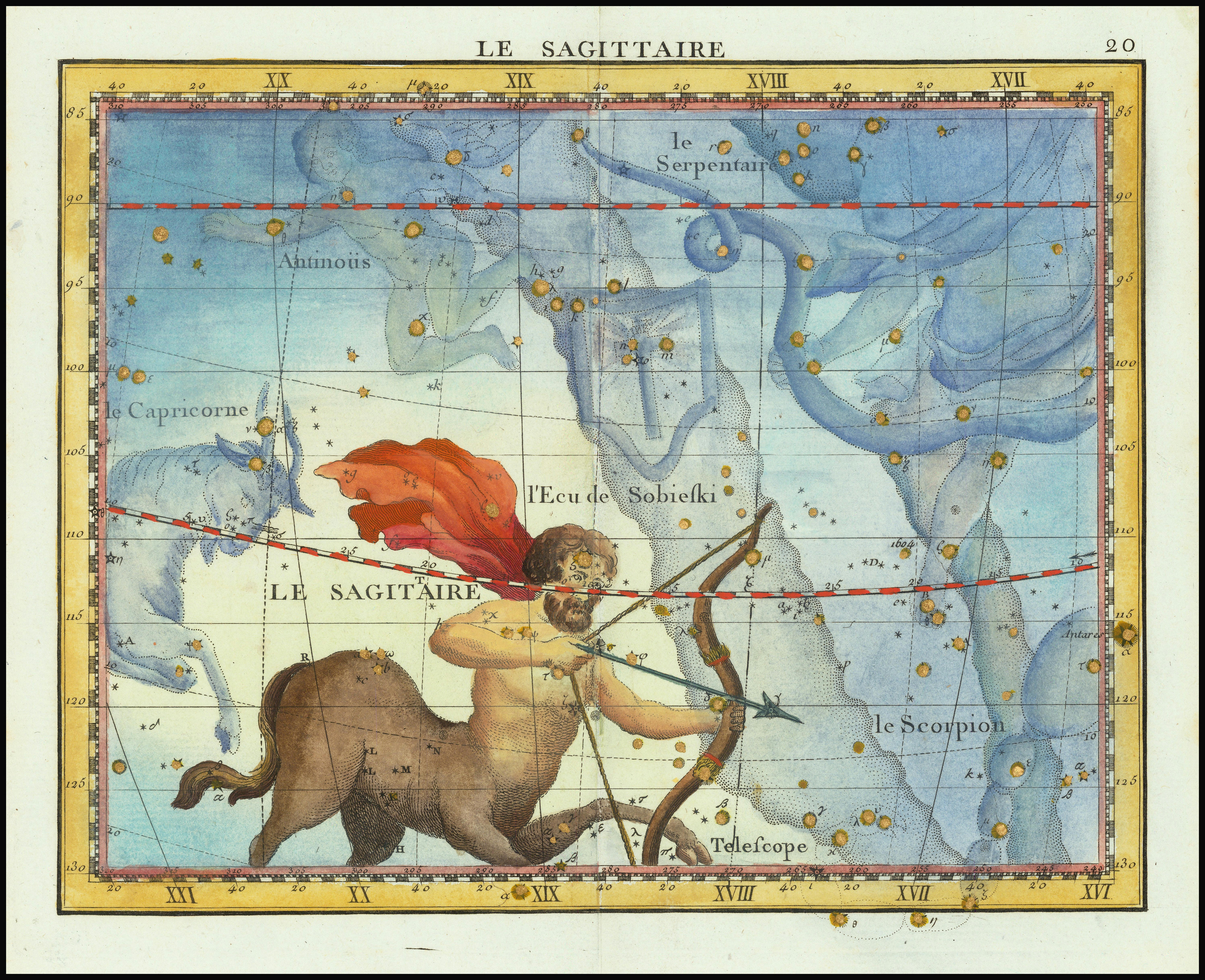
Le Sagittaire par John Flamsteed.